# Batalha de Calínico
Batalha de Calínico ou Batalha de Calicino (em grego clássico: μάχη του Καλλίνικου) foi travada em 171 a.C. entre as forças do Reino da Macedônia e da República Romana no sopé de uma colina chamada Calínico (em latim: Callinicus), perto do acampamento romano em Tripolis Larisaia, a cinco quilômetros para o norte de Lárissa, a capital da Tessália, no contexto da Terceira Guerra Macedônica. Os macedônios foram liderados pelo seu rei, Perseu da Macedônia, e os romanos pelo cônsul Públio Licínio Crasso. As forças macedônicas foram reforçadas por tropas enviadas por Cótis IV, do Reino Odríssio, o maior da Trácia, além de mercenários cretenses e várias forças auxiliares de várias nacionalidades. Além das tradicionais forças italianas que reforçavam as legiões, os romanos contavam ainda com soldados trazidos por Eumenes II de Pérgamo, uma unidade de cavalaria tessália e outras unidades das pólis gregas inimigas dos macedônios. Apesar de um resultado inconclusivo por causa da retirada prematura das forças de Perseu, a batalha é considerada uma vitória macedônica por causa das pesadas baixas sofridas pelos romanos.

## Contexto
Quando irrompeu a Terceira Guerra Macedônica, o cônsul Públio Licínio Crasso embarcou da península Itálica para o Epiro e atravessou o território grego passando por tortuosos passos de montanha para alcançar a Tessália. Enquanto isto, Perseu aproveitou para devastar todo o norte da região, vizinha da Macedônia. Depois de montar seu acampamento, Perseu enviou unidades para saquearem os ricos campos de Feras, no sul da Tessália, na esperança de atrair os romanos para longe de seu acampamento. Porém, Licínio Crasso não mordeu a isca e se manteve no encalço de Perseu. 
Posteriormente, Perseu foi visto perto do acampamento romano pela manhã e um destacamento romano foi enviado para investigar. As duas forças entraram em combate, sem nenhum resultado conclusivo. No dia seguinte e por diversos dias daí em diante, Perseu apareceu no mesmo local à mesma hora. Os romanos não voltaram a lutar e Perseu foi obrigado a recuar todas as vezes. Fracassando em seu plano para atrair a cavalaria romana, Perseu mudou seu acampamento para um local a apenas cinco milhas do acampamento romano e marchou para o ataque com toda a sua cavalaria e infantaria ligeira ao amanhecer e perfilou seu exército a uma milha e meia da linha romana, montada apressadamente.

## Ordem de batalha
A disposição das forças romanas e macedônicas foi descrita por Lívio, que afirma ainda que, numericamente, a cavalaria de ambas as forças eram equivalentes. A linha macedônica era composta por um misto de unidades de cavalaria e infantaria ligeira. O centro era defendido pela agema de Perseu (uma unidade de elite composta por infantes ligeiros e pesados) e pelos companheiros do rei, a elite da cavalaria, apoiados por 400 fundeiros e atiradores de lança posicionados imediatamente à frente. A cavalaria trácia de Cótis IV e a infantaria ligeira compunham a ala esquerda e cavalaria macedônia e os mercenários cretenses, a ala direita. Em ambos os flancos estavam a cavalaria macedônia e tropas auxiliares de várias nacionalidades.
Os romanos também misturaram suas unidades de cavalaria e infantaria ligeira nas alas, mas não a infantaria pesada, mantida na reserva no acampamento. Na direita estava a infantaria ligeira romana e toda a cavalaria italiana. Na esquerda estavam a cavalaria e a infantaria dos aliados gregos. O centro foi defendido por uma unidade de elite da cavalaria e 200 gauleses, apoiados por 300 soldados de Eumenes II à frente. Os 400 cavaleiros tessálios foram posicionados logo à frente da ala esquerda. A linha romana estava localizada logo à frente de seu próprio acampamento.

## Batalha
A batalha começou com um ataque dos fundeiros e lanceiros romanos, que atiraram e seguiram para o fundo das linhas. Os trácios em seguida lançaram uma poderosa carga contra a cavalaria italiana, que acabou se desorganizando. Perseu então avançou com o centro de sua linha, empurrando as forças gregas para trás. A cavalaria tessália, que estava na reserva, se juntou com as tropas de Eumenes II na retaguarda para manter a ordem de batalha intacta e permitindo que a cavalaria italiana pudesse recuar em segurança. Em seguida, os tessálios se moveram para a linha de frente para tentar proteger a infantaria, que também recuava. As tropas macedônicas se espalharam na perseguição e se afastaram dos romanos, que avançaram em formação compacta. Mesmo sem uma ordem de Perseu, as falanges macedônicas começaram a avançar para conter os romanos e a infantaria pesada romana saiu do acampamento para enfrentá-las. Ao perceber que os romanos haviam colocado sua reserva em combate, Evandro, o comandante dos cretenses, alertou Perseu que levar adianta a batalha seria um risco desnecessário e o rei ordenou uma retirada.
Além de 600 homens capturados pelos macedônios, os romanos perderam ainda 200 cavaleiros e 2 000 soldados. Perseu perdeu 20 cavaleiros e 40 soldados. Apesar do inesperado recuo macedônico, a batalha foi considerada uma derrota romana por Lívio por causa da enorme diferença entre as baixas.

## Eventos posteriores
Eumenes II pediu que o cônsul romano mudasse o acampamento para a outra margem do rio, o que garantiria uma proteção melhor às forças romanas, o que foi feito durante a noite. Perseu retornou ao campo de batalha no dia seguinte e verificou a mudança, concluindo que havia perdido a oportunidade de eliminar completamente o exército inimigo ao se retirar da batalha. A culpa pela derrota foi lançada sobre os etólios, que entraram em pânico e provocaram a debandada de toda a ala grega do exército romano. Cinco oficiais etólios, acusados de terem sido os primeiros a fugir, foram enviados a Roma como prisioneiros. Os tessálios, por outro lado, foram recompensados por sua bravura.
A batalha não teve um efeito duradouro sobre os eventos do primeiro ano da guerra, especialmente por que Perseu ofereceu imediatamente termos de paz que foram rejeitados por Licínio Crasso. O objetivo fundamental de Crasso a partir de então passou a ser obter suprimentos para suas tropas e, com este objetivo, marchou primeiro para o sudeste e depois para o norte da Tessália, já perto da fronteira macedônica. Perseu não fez mais do que fustigar as forças romanas e, depois de ser derrotado numa pequena escaramuça perto de suas fronteiras, recuou para a Macedônia. Com a aproximação do inverno e a retirada dos macedônios, Crasso tentou tomar uma cidade no vale de Tempe, um desfiladeiro entre a Tessália e a Macedônia que servia de passagem entre os dois estados, mas fracasso. Depois de tomar alguns vilarejos na região, Crasso acabou se retirando para seus acampamentos de inverno.

## References
- Lívio. History of Rome from Its Foundation: Rome and the Mediterranean. Col: Penguin Classics (em inglês). 42-45 1976 ed. [S.l.: s.n.] ISBN 978-0140443189